# Capá (Moca)
Capá es un barrio ubicado en el municipio de Moca en el estado libre asociado de Puerto Rico. En el Censo de 2010 tenía una población de 3747 habitantes y una densidad poblacional de 652,27 personas por km².

## Geografía
Capá se encuentra ubicado en las coordenadas 18°22′7″N 67°2′58″O / 18.36861, -67.04944. Según la Oficina del Censo de los Estados Unidos, Capá tiene una superficie total de 5.74 km², que corresponden a tierra firme.

## Demografía
Según el censo de 2010, había 3747 personas residiendo en Capá. La densidad de población era de 652,27 hab./km². De los 3747 habitantes, Capá estaba compuesto por el 90.47% blancos, el 3.9% eran afroamericanos, el 0.08% eran amerindios, el 2.8% eran de otras razas y el 2.75% pertenecían a dos o más razas. Del total de la población el 99.47% eran hispanos o latinos de cualquier raza.